# Henri-Alexandre Deslandres
Henri-Alexandre Deslandres (Parigi, 24 luglio 1853 – Parigi, 15 gennaio 1948) è stato un astronomo francese, direttore dell'Osservatorio di Parigi.

## Onorificenze
- Gold Medal of the Royal Astronomical Society, (1913)
- Medaglia Henry Draper della United States National Academy of Sciences, (1913)
- Bruce Medal della Astronomical Society of the Pacific, (1921)
- In suo onore un asteroide è stato chiamato 11763 Deslandres [1].
- A lui è intitolato il cratere Deslandres sulla Luna[2].